# Немецкая школа Санкт-Петербурга
Немецкая школа Санкт-Петербурга при Генеральном консульстве Федеративной Республики Германия — русско-немецкоязычная международная школа в городе Санкт-Петербург. Является частью системы Немецких школ за рубежом (Deutsche Auslandsschulen). Образовательное учреждение, находящееся под покровительством Генерального консульства Германии в Санкт-Петербурге, начало своё существование 1 сентября 2009 с организации детского сада для детей от трёх лет, подготовительных курсов, а также учебных занятий для 1-9 классов. За финансирование школы ответственно Центральное ведомство по школьному образованию за рубежом (ZfA).
Школьные уроки строятся по учебному плану, утверждённому для Тюрингии. Неотъемлемой частью образовательного процесса является интеграция русского языка. В начальной школе все предметы, за исключением искусства (которое преподаётся на русском) и иностранных языков ведутся на немецком языке. Английский язык изучается с первого класса, а французский — начиная с шестого.
Территория школы является закрытой и включается в себя двор с детской площадкой.

## Расположение
Немецкая школа при Генеральном консульстве Федеративной Республики Германия находится в центре Санкт-Петербурга в Петроградском районе. Ближайшими станциями метро являются Петроградская (линия 2), а также Чкаловская (линия 5).

## Структура обучения
В структуру школы входят соединяет детский сад, начальная и средняя школа, а также старшая школа, включающая 11 и 12 классы. Ученики основной и средней школ учатся узнавать и использовать свои сильные стороны при работе в команде. В учебном заведении множество учеников из немецко- и русскоязычных семей и семей смешанного типа. Одним из принципов работы школы является объединение опыта образовательных организаций обоих государств и использование инновационных методов обучения.
Программа старшей школы, 11 и 12 классов, относится к IB — международному бакалавриату. Выпускники получают диплом установленного организацией IBO международного образца.
В детский сад, а также 1-й и первое полугодие 2-го класса принимаются дети без первоначальных знаний немецкого языка.

## История создания
История Немецкой школы Санкт-Петербурга берёт начало весной 2009 года в связи с основанием учредительной организации и фонда материальной поддержки. К 1 сентября 2009 школа была официально открыта, а также начал работу детский сад. В течение учебного года с 2012—2013 школьники сдали первый экзамен и получили аттестат об окончании средней школы (Mittlerer Schulabschluss MSA), который позволил продолжить обучение в старших классах гимназии.
С 2021 года школа получила статус IB-школы. В 2022 году планируется первый выпуск из 12-го класса.